# Moststraße
Moststraße – trasa turystyczna w Mostviertel w Dolnej Austrii. Moszcz jest produkowany z owoców, głównie z gruszek - "Mostviertler Birnmost" stanowi Chronione Oznaczenie Geograficzne.